# Guillemundus
Guillemundus chiamato anche Guglielmo. Guillemó  in catalano e in spagnolo (Fine dell'VIII secolo – dopo l'827) fu prima reggente e poi conte di Razès, tra l’812 e l’827 e Conte di Osona, dall'826 all'827.

## Origine
Figlio del primo Conte di Barcellona, conte di Razès e di Conflent e poi conte di Gerona e Besalú, Berà e della moglie, Romilla, una nobile forse di origine visigota, ma molto più probabilmente franca, imparentata col primo conte d'Aragona, Aureolus.

## Biografia

La penisola iberica nell'814, con la marca di Spagna, da poco costituita

Guillemundus, alla nascita, fu così battezzato in onore del nonno paterno, cugino di Carlo Magno, Guglielmo di Gellone, conte di Tolosa.
Nell'812, il padre gli concesse il governo delle contee di Razès e di Conflent;
nell'820, quando il padre fu destituito dalla contea di Barcellona e da tutti gli altri onori, Guglielmo gli subentrò come conte di Razès e di Conflent.
Dopo la morte (825) di Rampò, il Conte de Barcellona subentrato a suo padre, Berà, nell'826, le contee di Barcellona, Gerona, Besalú ed Osona furono assegnate a suo zio, che aveva avversato suo padre, Bernardo di Settimania, che divenne il nuovo conte di Barcellona. Ma appena insediato, una parte della nobiltà gota, ancora fedele a Berà, capeggiata da Aissó, che era scappato dalla prigione di Aquisgrana si ribellò e, con l'aiuto dei mussulmani della zona (pacifisti), riuscì ad occupare parte della contea, senza che l'imperatore intervenisse validamente in suo aiuto (aveva inviato solo un piccolo contingente di Franchi).
Una parte della nobiltà visigota si schierò con Bernardo, che riuscì a contenere i ribelli.
Aissó allora chiese aiuto all'emiro di Cordova, ʿAbd al-Raḥmān II ibn al-Ḥakam, che inviò un contingente, che arrivò a Saragozza, nel maggio 827, marciò su Barcellona.
Secondo la Vita Hludowici Imperatoris, Guglielmo, verso la fine di quello stesso anno si unì alla ribellione di Aissó contro il nuovo conte e, nell'827, si unì alle truppe saracene che attaccarono le contee cristiane.
Solo dopo l'arrivo dei Mori, guidati dal generale Ubayd Allah, detto Abu Marwan, Ludovico il Pio ordinò al figlio, Pipino, re d'Aquitania ed ai conti Ugo di Tours e Oddone d'Orléans, di allestire un esercito per portare aiuto a Bernardo.
Ma prima che l'esercito Franco si muovesse, i Mori erano già stati respinti fuori dalla contea ed i ribelli con loro, senza però poter recuperare il bottino che avevano razziato nei distretti di Gerona e di Barcellona (827).
Dopo essere stato sconfitto, in quello stesso 827, fu privato delle sue contee e molto probabilmente, dopo aver cercato inutilmente di resistere sulle montagne del Razès, secondo gli Annales Regni Francorum, Guillemundus, assieme ai Mori si arrese ai missi dominici imperiali, Elisacar, Ildebrando e Donato.
Di Guillemundus non si conosce né il luogo né la data della morte. Probabilmente si rifugiò a Cordova dove, alcuni anni dopo, morì.

## Discendenza
Di Guillemundus non si conosce né il nome della moglie né alcuna discendenza

### Fonti primarie
- (LA)   Monumenta Germaniae Historica, Scriptores, tomus II, su dmgh.de. URL consultato il 15 ottobre 2020 (archiviato dall'url originale il 12 aprile 2013)..
- (LA)  Monumenta Germaniae Historica, Scriptores, tomus I.
- (LA)  Annales Regni Francorum.

### Letteratura storiografica
- Gerhard Seeliger, Conquiste e incoronazione a imperatore di Carlomagno, in «Storia del mondo medievale», vol. II, 1999, pp. 358–396
- Rafael Altamira, Il califfato occidentale, in «Storia del mondo medievale», vol. II, 1999, pp. 477–515
- (ES) Cronicas Carolingias: La Marca Hispano-Catalana, su biblioteca-tercer-milenio.com. URL consultato il 1º febbraio 2010 (archiviato dall'url originale il 5 gennaio 2009).